# Anna Paulowna

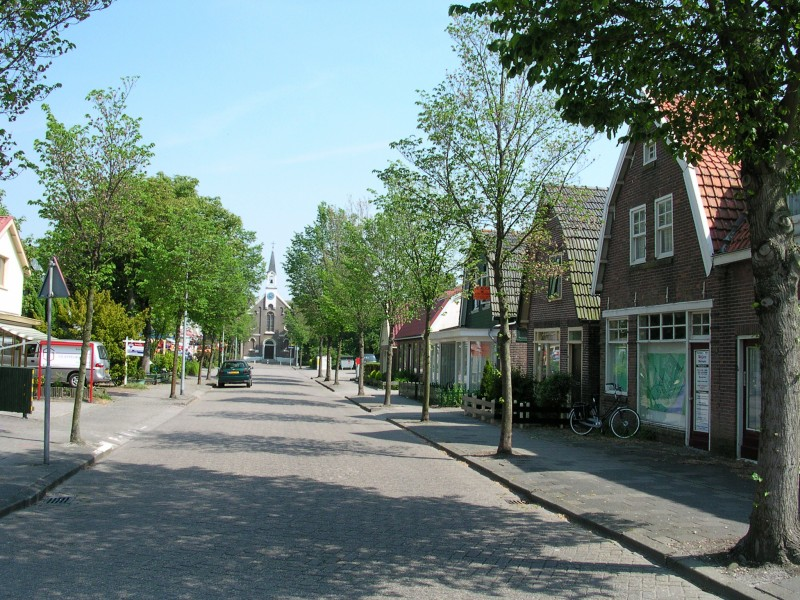
Anna Paulownas historiska centrum.

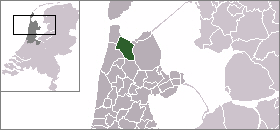
Anna Paulownas läge.

Anna Paulowna är en ort och före detta kommun i nordvästra Nederländerna i provinsen Noord-Holland. Kommunen hade en yta på 78,81 km² (av vilket 4,38 km² utgjordes av vatten) och en folkmängd på 13 953 invånare (2004).
Sedan 2012 ingår Anna Paulowna i kommunen Hollands Kroon.